# 봉화 공북헌

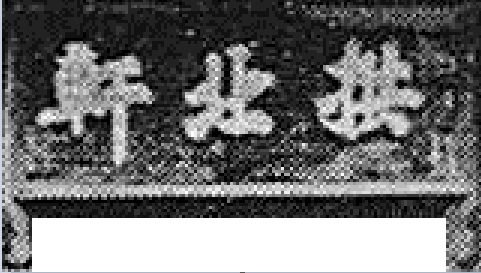
공북헌 현판
(눌은 이광정)

공북헌(拱北軒)은 대한민국 경상북도 봉화군 봉화읍에 있는 조선 전기의 건축물로, 조선 전기의 문신 도촌 이수형이 단종을 추모하며 은거하던 곳이다. 2008년 5월 15일 경상북도의 문화재자료 제537호로 지정되었다.
인근 서쪽에는 이수형을 추모하며 1610년(광해군 2) 봉화군과 순흥부 유림이 세운 도계서원과, 건물 담장 밖으로는 이수형이 손수 심은 괴화나무 등이 있다.

## 개요
경상북도 봉화군 봉화읍 도촌리 454에 있다. 이수형(李秀亨, 1435 - 1528)은 음보로 관직에 올라 전생서령과 평시서령을 역임하였으나 세조반정에 분개하여 벼슬을 버리고 낙향, 처가가 가까운 경상북도 봉화 도촌에 은거하였다. 단종 복위 운동이 실패로 돌아가고 은신했던 이수형은 단종이 사사되자, 3년상을 마친 뒤 산으로 들어가 삼면은 벽이고 북쪽을 향해 문을 낸 집을 짓고 평생을 은거하였다.
후에 창설재 권두경이 천인실(千仞室)이라는 현판을 달고 행장과 유기를 남겼고, 눌은 이광정은 공북헌이란 이름을 짓고 유기와 시를 남겼다.
1828년(순조 28) 후손들이 허물어진 공북헌을 중건했으며, 세자익위사 익위 이인행이 지어준 공북헌중수기(拱北軒重修記)가 있다.

## 문화재 지정사유
拱北軒은 도촌 이수형(1435~1528)이 1455년(단종 3) 수양대군에 의한 왕위 찬탈이 이루어지자 사직하고 처가가 있던 향리로 내려가 은거하다가 단종 사후 산에 들어가 단종의 능침이 있는 영월 쪽(북향)으로 지어 평생을 숨어 살던 옛 집이다. 공북헌이란 이름은 "이 방을 곧 높고 깊은 千仞室이라 하고 저 마루를 두 손으로 맞잡고 평생토록 단종에 대한 공경하던 뜻을 표해온 拱北軒이하 하라"고 하였던 것에서 유래한다. 공북헌은 정면 1칸, 측면 2칸반 규모로, 맨 안쪽 남향에 온돌방 1칸을 놓고 그 앞쪽 북향에 마루 1칸 반을 두었다. 북향으로 집을 짓고 북쪽으로만 개방하여 마루와 실을 배치한 평면 구성과 3면을 벽으로 하고 북쪽으로만 출입할 수 있도록 한 건물구성은 불사이군이라는 충절의 특수한 목적에 부합하도록 한 아주 독특한 구성임을 감안할 때 문화재로 보존할 가치가 있으므로 문화재자료로 지정한다.

## 같이 보기
- 계유정난
- 단종 복위 운동
- 세조 찬위
- 금성단
- 견일사
- 도계서원
- 이수형
- 이보흠
- 삼공제명암
- 금성대군
- 정축지변
- 동학사

## 참고 자료
- 공북헌 - 국가유산청 국가유산포털
- 공북헌 보관됨 2012-03-08 - 웨이백 머신 - 봉화관광